# Багиров, Заур Джафар оглы
Зау́р Джафа́р оглы Баги́ров (азерб. Zaur Cəfər oğlu Bağırov) — азербайджанский сумоист, чемпион Европы 2009 года, наряду с Намиком Садыховым является первым мастером спорта по сумо из Азербайджана. Тренером сумоиста является Самир Абдуллаев. Заур Багиров представлял Азербайджан также на международном турнире, который проходил в Милане с 18 по 20 марта 2009 года и в августе в Пекине.
А на заседании Исполкома Федерации сумо Азербайджана Заур Багиров был признан лучшим азербайджанским сумоистом 2009 года. В декабре 2009 года Заур Багиров указом Министерства молодёжи и спорта Азербайджана за заслуги в развитии физической культуры в стране был удостоен звания мастера спорта Азербайджанской Республики.